# Barbora Malíková
Barbora Malíková (* 30. prosince 2001 Opava) je česká atletka. Pochází z Oldřišova a závodí za TJ Sokol Opava, její trenérkou je Jana Gellnerová. V roce 2017 vyhrála ve svých 15 letech Mistrovství světa v atletice do 17 let na trati 400 metrů a stala se tak nejmladší vítězkou na této trati v historii. Ve stejném roce a na stejné trati vyhrála i Mistrovství ČR žen, o rok později vyhrála Mistrovství Evropy v atletice do 17 let. Po Zuzaně Hejnové, Kateřině Cachové a Michaele Hrubé se stala teprve čtvrtou českou dorosteneckou mistryní světa.
S časem 51,65 byla držitelkou českého juniorského rekordu na trati 400 m. Národní dorostenecký rekord Naděždy Tomšové pak překonala po 29 letech, když v roce 2017 v čase 52,74 vyhrála Mistrovství světa do 17 let. O rok později rekord o osm setin vylepšila výhrou na Mistrovství Evropy do 17 let.
S časem 2:03,51 je také držitelkou českého dorosteneckého rekordu na trati 800 m, zaběhla jej v roce 2018 na českém dorosteneckém mistrovství.
V roce 2017 byla v české anketě Atlet roku vyhlášena objevem roku.
V červnu 2018 vyhrála na Zlaté tretře Ostrava juniorský běh na 300 metrů s časem 37,86, což je nový český dorostenecký rekord a čtvrtý nejlepší čas ve světových tabulkách závodnic do 20 let. Ve stejném roce si také vylepšila osobní maximum v běhu na 100 metrů (12,08) a 200 metrů (24,40).
Na mistrovství Evropy 2024 v Římě obsadila se smíšenou štafetou 6. místo.

## Osobní rekordy

### Dráha
- běh na 400 metrů – 51,23 s – 27. června 2021, Zlín

### Hala
- běh na 400 metrů – 52,56 s – 24. února 2024, Boston

### Národní mládežnické rekordy
- kategorie ženy do 22 let na dráze, štafeta 4 × 400 m – 3:30,11 min – 11. července 2021, Tallinn
- kategorie juniorky na dráze, běh na 800 m – 2:03,14 min – 6. září 2020, Ostrava
- kategorie dorostenky na dráze, běh na 400 m – 52,66 s – 7. července 2018, Győr
- kategorie dorostenky na dráze, běh na 800 m – 2:03,51 min – 24. června 2018, Praha
- kategorie dorostenky v hale, běh na 400 m – 54,20 s – 26. února 2017, Praha